# Kalirandu Gede
Kalirandu Gede is een bestuurslaag in het regentschap Kendal van de provincie Midden-Java, Indonesië. Kalirandu Gede telt 1885 inwoners (volkstelling 2010).